# Acraea meyeri
Acraea meyeri is een vlinder uit de familie van de Nymphalidae. De wetenschappelijke naam van de soort is voor het eerst geldig gepubliceerd in 1877 door Theodor Franz Wilhelm Kirsch.